# جیمی مک‌گی
جیمی مک‌گی (انگلیسی: Jimmy McGee; ۳ ژوئن ۱۹۲۳ – ۴ نوامبر ۱۹۹۸) بازیکن بسکتبال اهل جمهوری ایرلند بود. وی در بازی‌های المپیک تابستانی ۱۹۴۸ شرکت کرده‌است.